# Guerre d'indépendance dominicaine
 (février 2022).
Si vous disposez d'ouvrages ou d'articles de référence ou si vous connaissez des sites web de qualité traitant du thème abordé ici, merci de compléter l'article en donnant les références utiles à sa vérifiabilité et en les liant à la section « Notes et références ».

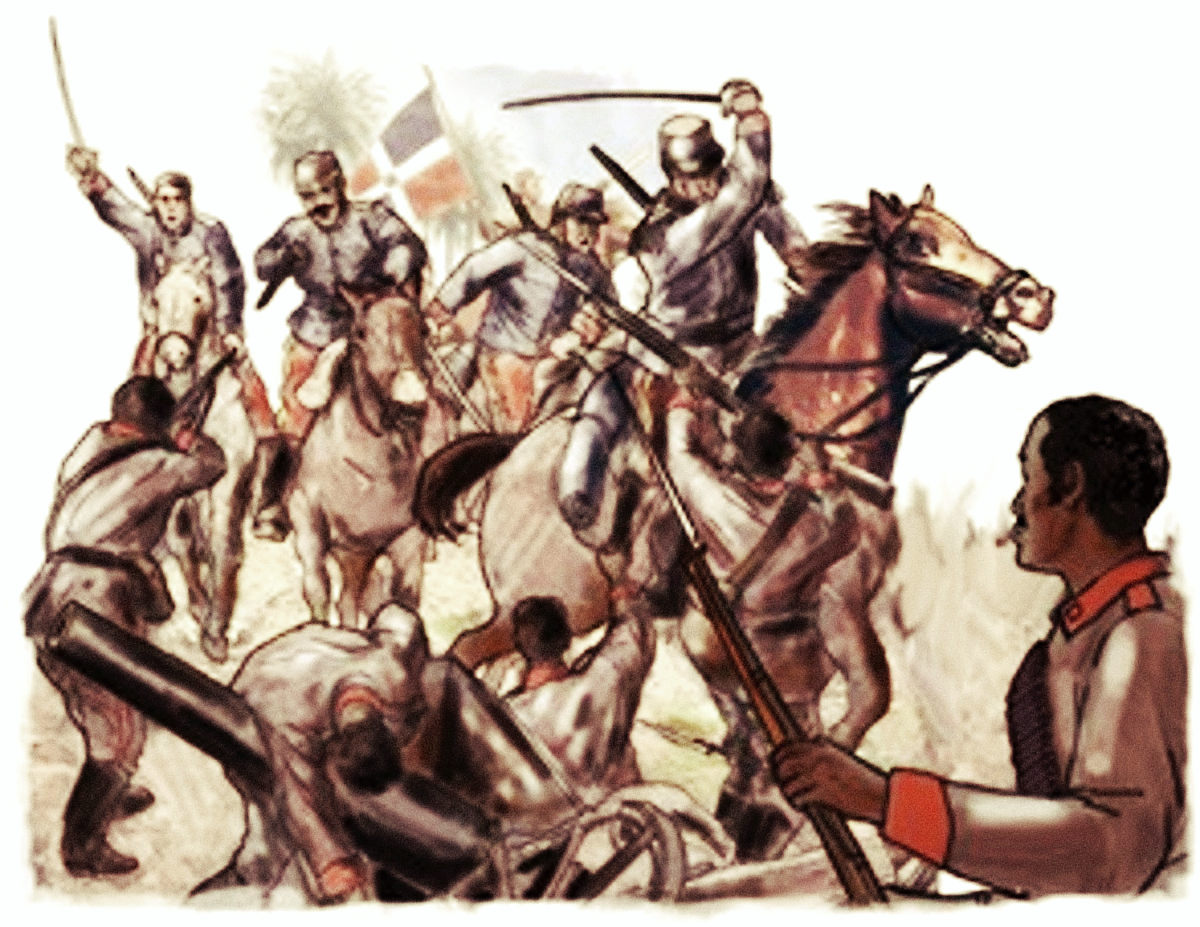
Illustration d'un combat durant la guerre d'indépendance dominicaine.

La Guerre d'indépendance dominicaine  est le processus historique qui a commencé avec la proclamation d'indépendance de la République Dominicaine et sa séparation avec Haïti en février 1844. Pendant les 22 ans qui ont précédé à l'indépendance, toute l'île de d'Hispaniola a été sous la domination d'Haïti, par la suite de l'occupation de la partie est du pays de l'état de l'Haïti espagnol, surgie peu de temps en 1821 dans la partie orientale de l'île.

## Déroulement

### La déclaration d'indépendance
La séparation d'Haïti a été proclamée dans la porte de la Misericordia après du coup de feu du trabuco (arme à feu) donné par le patricien Matías Ramón Mella dans la matinée du 27 février 1844 et par le hissage du drapeau dominicain sur la Porte du Conde par le patricien Francisco du Rosaire Sánchez, les deux inspirés par les idéaux du fondateur de la nation, Juan Pablo Duarte. La fin de l'occupation haïtienne est bien accueillie par les habitants de la ville de Saint-Domingue qui inondent les rues de drapeaux espagnols pour la plupart et également de quelques drapeaux français. 

### La première campagne (1844)

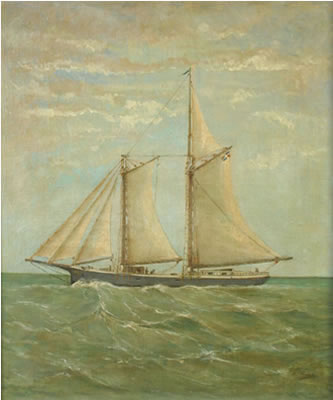
Goélette de la marine dominicaine Separación Dominicana lors de la bataille de Tortuguero en 1844. La marine haïtienne est durement battue, perdant les trois bâtiments engagés dans l'affrontement. Peinture du Dominicain Adolfo García Obregón.

Le général Charles Rivière-Hérard, qui a renversé le Chef suprême Jean-Pierre Boyer lors de la Révolution haïtienne de 1843 et est devenu le nouveau président de la République d'Haïti, s'oppose à la sécession et pour y mettre fin, pénètre en territoire dominicain à la tête d'une armée de 30000 hommes, divisée en trois colonnes de 10000 soldats chacune. La première commandée par le general Pierrot doit s'emparer de Santiago et de Puerto Plata, la seconde, dirigée par Hérard lui-même a pour objectif Azua et San Juan de la Maguana, tandis que la troisième, confiée au général Souffrand, se dirige vers Neiba. Le 19 mars 1844, les indépendantistes commandés par le général Pedro Santana secondé par le général Antonio Duvergé défont les Haïtiens à la bataille d'Azua  puis le 30 mars suivant le général José María Imbert et Fernando Valerioa leur infligent un nouveau revers à la bataille de Santiago. Les Haïtiens se replient et commettent de nombreuses exactions lors de leur retraite. Le 15 avril 1844, la marine haïtienne est durement battue lors de la bataille de Tortuguero, perdant les trois bâtiments engagés dans l'affrontement.

### La deuxième campagne (1845)
En mai 1845 le général Pedro Santana assisté par le général Antonio Duvergé et le général José Joaquín Puello, ont vaincu les troupes haïtiennes aux batailles de la Estrelleta et de Beller et ont capturé a Puerto Plata l'escouade haïtienne qui avait bombardé la population en causant de nombreuses destructions. 

### La troisième campagne (1849)
En mars 1849 le président de la République d'Haïti Faustino Soulouque entame sa campagne contre la République Dominicaine à la tête d'une armée de 18 000 soldats en tuant tous les Dominicains qui se trouvaient sur son passage, terrorisant les populations qui se réfugient dans la ville de Saint-Domingue. Le président dominicain Manuel Jimenes se révèle impuissant à arrêter l'invasion haïtienne et doit accepter la décision du congrès de la République de rappeler les généraux Pedro Santana et Antonio Duvergé pour faire face à l'armée ennemie. Le général Duvergé bat les Haïtiens à la bataille de El Numero, et trois jours après cette bataille le général Pedro Santana remporte la bataille des Courses.

### La quatrième campagne (1855-56)
En 1855, l'empereur Soulouque  envahit de nouveau la République avec 30 000 soldats divisés en trois colonnes, semant la terreur et incendiant tout ce que trouve sur son passage mais les Haïtiens sont battus lors des batailles de Santomé et de Cambronal et se replient sur Haïti. Ils subissent une nouvelle défaite à Sabana Larga. Ce triomphe dominicain a valu au général Pedro Santana la reconnaissance du Sénat de la République dominicaine et le 27 février est célébrée l'indépendance dominicaine.

### La fin des hostilités
Cependant, comme la situation frontalière n'a pas été définie après la fin du conflit, Haïti continua d'occuper le plateau central, où se trouvent les villes de Hincha Las Caobas, San Miguel de la Atalaya et San Rafael de la Angostura. Après le traité frontalier de 1936, la République Dominicaine finit par renoncer à ces territoires.